# シップ・オブ・ザ・イヤー
シップ・オブ・ザ・イヤー（Ship of the year）は、公益社団法人日本船舶海洋工学会が、技術的、芸術的に優れた船舶および海洋構造物の建造を促進するため、主催する表彰制度。

## 概要
1990年から毎年開催されており、当該年の1月1日から12月31日までの期間に、日本国内で竣工した船舶および海洋構造物が選考対象となる。
応募作品は、関係者による応募、日本船舶海洋工学会会員による推薦により受付される。専門技術者によって構成される予備審査委員会、有識者および報道関係者による選考委員会が組織されており、予備審査委員会における書類審査を通過した作品が本審査に推薦される。予備審査では、技術の独創性・革新性、技術・作品の完成度、社会への波及効果、話題性・アピール度が審査基準となる。本審査では、各応募作品による公開プレゼンテーションが行われ、選考委員会における選考委員の投票でシップ・オブ・ザ・イヤーが決定される。過半数を得る作品がない場合は、決選投票が行われる。プレゼンテーションのほか、予備審査委員会の採点結果およびコメントが参考とされほか、プレゼンテーションを受けて行われる日本船舶海洋工学会の一般会員による投票で、最多得票となった作品は1票加算される。
1997年（第8回）からは、シップ・オブ・ザ・イヤー受賞船以外で特に優秀な作品に対して準賞が与えられている。2006年（第17回）以降は、7つの部門が設定され、それぞれ部門賞が選定されている。このほか、技術特別賞がちきゅう（第16回）、白嶺（第23回）、魁（第26回）に、選考委員特別賞がLNG DREAM（第17回）に与えられている。

### 部門
1. 大型客船の部（5千総トン以上）
2. 小型客船の部（5千総トン未満）
3. 大型貨物船の部（1万総トン以上）
4. 小型貨物船の部（1万総トン未満）
5. 漁船・作業船の部
6. 特殊船の部
7. 海洋構造物・海洋機器の部

## 受賞船一覧
| 年               | シップ・オブ・ザ・イヤー                 | 準賞・部門賞 | 備考   |
| ---------------- | ---------------------------------------- | --- | ------ |
| 1990年（第1回）  | クリスタル・ハーモニー                   | （設定なし） | [ 1 ]  |
| 1991年（第2回）  | 日産むさし丸                             | （設定なし） | [ 1 ]  |
| 1992年（第3回）  | とらいでんと                             | （設定なし） | [ 1 ]  |
| 1993年（第4回）  | POLAR EAGLE                              | （設定なし） | [ 1 ]  |
| 1994年（第5回）  | はやぶさ                                 | （設定なし） | [ 1 ]  |
| 1995年（第6回）  | 飛翔                                     | （設定なし） | [ 1 ]  |
| 1996年（第7回）  | すずらん（初代） / すいせん（初代）      | （設定なし） | [ 1 ]  |
| 1997年（第8回）  | ゆにこん                                 | 翔陽丸（準賞） かいれい / かいこう（準賞） | [ 2 ]  |
| 1998年（第9回）  | 昭洋                                     | 新ぷろぱん丸（準賞） シーマックス（準賞） | [ 3 ]  |
| 1999年（第10回） | さんふらわあ とまこまい / ほっかいどう丸 | P&O NEDLLOYD SOUTHAMPTON（準賞） JPN44阿修羅 / JPN52韋駄天（準賞） | [ 4 ]  |
| 2000年（第11回） | 泉翔                                     | EUROPEAN AMBASSADOR（準賞） メガフロート（準賞） | [ 5 ]  |
| 2001年（第12回） | KOHYOHSAN                                | KERR-McGEE GLOBAL PRODUCER III（準賞） | [ 6 ]  |
| 2002年（第13回） | テンペラ（TEMPERA）                      | 千祥（準賞） 南星丸（準賞） | [ 7 ]  |
| 2003年（第14回） | COURAGEOUS ACE                           | ひまわり5 / ひまわり6 / さんふらわあ はかた / さんふらわあ とうきょう （準賞） | [ 8 ]  |
| 2004年（第15回） | はまなす                                 | ぐらばあ（準賞） | [ 9 ]  |
| 2005年（第16回） | おれんじホープ                           | ちきゅう（準賞・技術特別賞） | [ 10 ] |
| 2006年（第17回） | わかなつ                                 | LNG DREAM（選考委員特別賞） みやじま丸（小型客船部門） ULTRA 250X（舟艇部門） 日本丸（特殊船部門） | [ 11 ] |
| 2007年（第18回） | BRASIL MARU                              | 茂丸（小型貨物船部門） Dr.海洋（特殊船部門） | [ 12 ] |
| 2008年（第19回） | megumi                                   | フェリーあけぼの（大型客船部門） megumi（小型客船部門） TRINITY ARROW（大型貨物船部門） | [ 13 ] |
| 2009年（第20回） | しらせ                                   | にしき（小型客船部門） ALEXANDAR P（大型貨物船部門） 勢水丸（漁船・特殊船部門） | [ 14 ] |
| 2010年（第21回） | シティ・オブ・セントピーターズバーグ     | 邪馬台（YAMATAI）/大和（YAMATO）（特殊船部門） 第二ふじ丸（漁船・作業船部門） らいちょうI（小形客船部門） | [ 15 ] |
| 2011年（第22回） | トンスベルク（TØNSBERG）                 | よね丸（小型貨物船部門） awaline きらら（小型客船部門） | [ 16 ] |
| 2012年（第23回） | 双洋                                     | 白嶺（技術特別賞） 新進丸（小型貨物船部門） あまのかわ（小型客船部門） EMERALD ACE（大型貨物船部門） かごしま丸（漁船・作業船部門）                                                                                      | [ 17 ] |
| 2013年（第24回） | RAGA                                     | 翔遥（大型貨物船部門） 第五十一開洋丸（漁船・作業船部門） 新青丸（特殊船部門） | [ 18 ] |
| 2014年（第25回） | さやえんどうLNG船                        | 橘丸（大型客船部門） 太古（小型客船部門） PACIFIC SPIKE（大型貨物船部門） ふたば（小型貨物船部門） おしょろ丸（漁船・作業船部門）                                                                                        | [ 19 ] |
| 2015年（第26回） | いずみ・ひびき                           | 魁（技術特別賞） MILLAU BRIDGE（大型貨物船部門） なとり（小型貨物船部門） 第八十八光洋丸（漁船・作業船部門） | [ 20 ] |
| 2016年（第27回） | DRIVE GREEN HIGHWAY                      | TARANAKI SUN他2隻（技術特別賞） フェリーしまんと（大型客船部門） ひめしま（小型客船部門） NYK Blue Jay（大型貨物船部門） 勇青昇（小型貨物船部門） 梅丸（漁船・作業船部門） AUGUST EXPLORER（特殊船部門）                 |        |
| 2017年（第28回） | MOL TRUTH                                | あざれあ（大型客船部門） 鷹巣（小型客船部門） TRANS HARMONY 1（大型貨物船部門） はいぱーえこ（小型貨物船部門） 天鷹丸（漁船・作業船部門） かいりゅう（海洋構造物・海洋機器部門賞）                                       |        |
| 2018年（第29回） | BELUGA ACE                               | さんふらわあ さつま/きりしま（大型客船部門） うみのこ（小型客船部門） CASTILLO DE MERIDA / COOL EXPRESS（大型貨物船部門） 長崎丸 / げんかい / CP-8001（漁船・作業船部門） NMRI航行型AUV4号機（海洋構造物・海洋機器部門） |        |
| 2019年（第30回） | E/V e-Oshima                             | きたかみ（2代）（大型客船部門） シーパセオ（小型客船部門） うたしま（小型貨物船部門） やしお丸（漁船・調査船部門） いしん（作業船・特殊船部門）                                                                          |        |
| 2020年（第31回） | SAKURA LEADER                            | SEA SPICA（小型客船部門） かぐや（小型貨物船部門） 第一昭福丸（漁船・調査船部門） かわさき（作業船・特殊船部門） |        |
| 2021年（第32回） | すいそ ふろんてぃあ                      | ハイドロびんご（小型客船部門） CENTURY HIGHWAY GREEN（大型貨物船部門） りゅうと（小型貨物船部門） 汐路丸（漁船・調査船部門）                                                                                             |        |
| 2022年（第33回） | 松風丸                                   | さんふらわあ くれない（大型客船部門） のがみ（小型貨物船部門） 海神丸（漁船・調査船部門） 第五十八金栄丸（作業線・特殊船部門） 長期運用型UUV（海洋構造物・海洋機器部門）                                                 |        |
| 2023年（第34回） | ONE INNOVATION / INFINITY                | えくすくぅる（技術特別賞） あいしま（小型客船部門） 國喜68（小型貨物船船部門） 大島丸（漁船・調査船部門） |        |